# روغن پایه طبیعی
روغن پایه طبیعی (Oleochemicals) مواد شیمیایی مشتق شده از گیاهان و چربی‌های حیوانی را می‌گویند. آن‌ها مشابه مواد پتروشیمی مشتق شده از نفت است.
شکل‌گیری اولیه روغن‌های پایهٔ طبیعی از موادی مانند اسیدهای چرب، اسید چرب متیل استرها (شهرت) و الکل چرب چرب آمین و گلیسرول می‌باشد که به وسیلهٔ مواد مختلف شیمیایی و واکنش‌های آنزیمی تولید شده‌است. مواد شیمیایی تولید شده از این روغن شامل اتاکسیل الکل، الکل سولفات، الکل اتر سولفات، نمک‌های چهارتایی آمونیوم ،مونوگلیسرول (MAG), دی گلیسرول (DAG) که موجب تشکیل تری گلیسرول (TAG) شده‌اند و شکر و استرها و سایر محصولات روغنی می‌باشد.
زمانی که در اواخر دههٔ ۱۹۷۰ قیمت نفت خام افزایش یافت تولیدکنندگان از پتروشیمی به روغن‌های پایهٔ طبیعی روی آوردند. زیرا این محصول مبتنی بر روغن‌های فرآوری شده از گیاه لوریک بود و از روغن پالم ارزان‌تر تمام می‌شد. پس از آن روغن پالم عمدتاً مورد استفاده در تولید مواد شوینده و مواد بهداشتی مانند خمیر دندان و صابون، کرم و شامپو واقع شد. روغن های گیاهی را می توان به شکل طبیعی برای روانکاری استفاده کرد. نقطه ی اشتعال و احتراق روغن های گیاهی نسبت به روغن های معدنی بسیار بالاتر است (حدود 326ºC). اما این روغن ها در شکل طبیعی، پایداری کافی در مقابل اکسید شدن ندارند. دیگر ویژگی نامطلوب روغن های گیاهی نقطه ی ریزش بالای آن هاست که این مشکل را می توان با افزودن مواد افزودنی مناسب، حل کرد.

## فرایندها
مهم‌ترین فرایند در تولید روغن‌های طبیعی شامل هیدرولیز و تبادل استری می‌باشد.

### هیدرولیز
تقسیم (یا هیدرولیز) از تری گلیسیرید تولید اسیدهای چرب و گلیسرول:
RCO2CH2–CHO2CR–CH2O2CR + 3 H2O → 3 RCOOH + HOCH2–CHOH–CH2OH
همچنین این واکنش کمک بسیاری برای افزایش سرعت تولید انواع صابون می‌کند.

### تبادل استری
چربی‌ها با الکل (R'OH) به جای آب در هیدرولیزدر یک فرایند به نام transesterification واکنش نشان می‌دهند. گلیسرول همراه با استرهای اسید چرب تولید شده‌است. معمولاً واکنش مستلزم استفاده از متانول (MeOH)می‌باشد تا بتواند اسید چرب متیل استرها را تولید کند:
RCO2CH2–CHO2CR–CH2O2CR + 3 MeOH → 3 RCO2Me + HOCH2–CHOH–CH2OH